# سوئد در المپیک تابستانی ۱۹۲۴
سوئد در بازی‌های المپیک تابستانی ۱۹۲۴ که در شهر پاریس فرانسه برگزار شد، کاروان سوئد با ۱۵۹ ورزشکار در این رقابت‌ها شرکت کرد و موفق به کسب ۲۹ مدال (۴ طلا، ۱۳ نقره، ۱۲ برنز) شد. در جدول رتبه‌بندی توزیع مدال‌ها، سوئد در ردهٔ ۸ مسابقات قرار گرفت.